# Sergio Leone
Sergio Leone (født 3. januar 1929 i Rom, død 30. april 1989 sammesteds) var en italiensk filminstruktør, mest kendt som spaghettiwesterngenrens mester. Hans tre film med Clint Eastwood i hovedrollen kaldet Dollar-trilogien er legendariske.

## Hans tidlige liv og karriere
Han var søn af Roberto Roberti, hvis rigtige navn var Vinzenzo Leone, en af filmpionererne i Italien og skuespillerinden Bice Waleran. Allerede fra sidst i 1930'erne arbejdede han som instruktørassistent på talrige historiske film. Sidst i 1950'erne begyndte han at skrive manuskripter, og han overtog instruktionen af Pompeis sidste dage, da instruktøren Mario Bonnard blev syg. Hans egentlige instruktørdebut var Kolossens hemmelighed, en historisk udstyrsfilm, fra 1961.

## Gennembruddet og Dollar-trilogien

### En nævefuld dollars
Men først den næste i 1964, En nævefuld dollars (A Fistful of Dollars), kom til at betyde et gennembrud. Det var ikke den første spaghettiwestern, men det var den, der fik mest succes og derfor dannede skole. Handlingen var en nøjagtig omflytning af Akira Kurosawas samuraifilm Yojimbo til det vilde vesten, og den havde musik af den komponist, der fra denne film blev hans faste partner: Ennio Morricone, hvis musik er et af de karakteristiske træk ved alle Leones film. Temaet fra denne første film er lånt fra Woody Guthries "Pastures of Plenty", der bliver fremført med fløjten, el-guitar og andre for den tid usædvanlige valg af instrumenter. Leone ville gerne have haft Charles Bronson i rollen som den barske revolvermand, men denne afslog, og så blev det i stedet Clint Eastwood, der med denne film fik stjernestatus.
En nævefuld dollars blev den første af en western-trilogi, der blev kendt under fællesbetegnelsen Dollar-trilogien, og Leones særlige kendetegn finder man allerede her i den første af de tre: Helten er ikke en entydigt sympatisk helt som i de klassiske westerns, der kæmper for lov og ret. Han kæmper for egen økonomisk vinding, og når han alligevel opleves med størst sympati af filmens figurer, er det, fordi han trods alt redder en familie og en gammel mand, og hans skydeevner går ud over mere entydige skurke, som ikke har fortjent andet. Tempoet er langsomt, og der benyttes meget stillestående nærbilleder, hvor musikken fortæller det hele. Desuden er der masser af skæve kameravinkler. Filmen slutter med det sidste opgør med pistoler som i de klassiske westerns, men der skydes ikke i det uendelige. Duellanterne står og ser på hinanden i flere minutter, mens musikken med en trompetsolo skaber spændingen.

### Hævn for dollars
Disse virkemidler havde Leone fået rigtig hold på i trilogiens næste film fra 1965, Hævn for dollars (For a Few More Dollars), hvor Clint Eastwoods figur, manden uden navn, indgår makkerskab med en gammel oberst, spillet af Lee Van Cleef, mod en brutal bankrøver, spillet af Gian Maria Volonte, og dennes bande, den bl.a. inkluderer tyske Klaus Kinski, for at opkræve dusøren – dusørjægeren blev i det hele taget en fast tilbagevendende figur i spaghettiwesterns. I lighed med forgængeren blev den kritiseret for sine voldsomme scener, men publikum elskede den.

### Den gode, den onde og den grusomme
I trilogiens afsluttende film fra 1966, Den gode, den onde og den grusomme (The Good, the Bad, and the Ugly), befinder manden uden navn sig midt i den amerikanske borgerkrig, hvor han og hans makker, spillet af Eli Wallach, får nys om en skat begravet på en kirkegård. Imidlertid stoler de ikke på hinanden, og de forfølges af en sadistisk bandit, spillet af Lee van Cleef, der også leder efter skatten. Denne film blev den største og dyreste i Dollar-trilogien med Clint Eastwood, og den bruger virkemidlerne fra de to første ud i det yderste – mange husker især slutopgøret mellem de tre mænd på kirkegården. I dag regnes den for spaghettiwestern-klassiker.[kilde mangler]

## Vestens hårde halse
Efter denne trilogi lavede Leone Vestens hårde halse (Once Upon a Time in the West) fra 1968 med Charles Bronson, Jason Robards, Henry Fonda og Claudia Cardinale i hovedrollerne. Den er indspillet i Monument Valley i Arizona, Sierra Nevada i Spanien og i Cinecittà-studierne i Rom., og den er mere alvorlig i tonen end Dollar-trilogien uden at være humorforladt. Charles Bronson er en typisk figur i genren, nemlig hævneren. Henry Fonda har usædvanligt nok skurkerollen som en hensynsløs lejemorder, der skaffer plads for jernbanen via mord, og Cardinale spiller en af de få betydelige kvinderoller hos Leone. Ennio Morricones musik spiller igen en stor rolle i filmen; dels har hver af hovedfigurerne sit eget karakteristiske tema (mest markant nok Bronsons dødsklagende mundharmonika), dels er nogle af scenerne klippet efter musikkens rytme.
Medforfatter på filmen var Bernardo Bertolucci, som medvirkede til filmens politiske og civilisationskritiske grundholdning, der går ud på, at pionertidens idealisme afløstes af østkystkapitalismens hensynsløse grådighed.
At filmen skulle beskrive dette periodeskift ville Leone understrege ved at lade Dollars-seriens stjerner, van Cleef, Eastwood og Wallach spille de tre medlemmer af chefskurkens bande, der møder Bronsons figur, Harmonica, på stationen i filmens åbningsscene. Stjernerne afslog dog høfligt, da det gik op for dem, at de ville blive skudt fem minutter inde i filmen![kilde mangler]

## De sidste film

### To westerns
I dag regner man Vestens hårde halse for et mesterværk, og efterfølgeren Duk dig, fjols (A Fistful of Dynamite) fra 1971 med Rod Steiger og James Coburn er habil uden at nå samme højde. Den foregår under den mexikanske revolution, som de to hovedpersoner delvist ufrivilligt indrulleres i.
I 1970'erne havde spaghettiwesterns efterhånden forladt den rå stil og var gået over til lystige slagsbrorkomedier, mange af dem med Terence Hill og Bud Spencer i hovedrollerne. Den første spillede hovedrollen i Leones næste film fra 1975, Mit navn er Nobody (My Name Is Nobody), der desuden endnu engang har Henry Fonda med, men denne gang i en mere typisk Fonda-rolle som den klassiske westernhelt. Filmen er en lystig fantasi over mødet mellem en helt fra de klassiske amerikanske westerns og en spaghettiwestern-fusentast.

### Der var engang i Amerika
Leone drømte om også at få lov at prøve kræfter med gangsterfilm, og det blev opfyldt med Der var engang i Amerika (Once Upon a Time in America) i 1984. Den består af to helaftensfilm, der fortæller historien om to rivaliserende gangsterbander, og den har Robert de Niro i hovedrollen. Filmene bruger de samme virkemidler som i hans westerns, om end Morricones musik er tilpasset det nye miljø.
Det blev Leones sidste værk, inden han i 1989 døde af et hjertestop.